# Lise Haavik
Lise Haavik (Narvik, 23 febbraio 1962) è una cantante norvegese naturalizzata danese.
Ha partecipato in rappresentanza della Danimarca all'Eurovision Song Contest 1986 con il brano Du er fuld af løgn, classificandosi al sesto posto.